# Niederösterreichischer Cup 1921/1922
Čtvrtý ročník Niederösterreichischen-Cup (rakouského poháru) se konal od 19. března do 2. července 1922. Celkem turnaj hrálo 31 klubů.
Trofej získal poprvé v klubové historii Wiener AF, který ve finále porazil obhájce z minulého ročníku Wiener Amateur 2:1.